# Fabrizio Ferron
Fabrizio Ferron (né le 5 septembre 1965 à Bollate, dans la province de Milan, en Lombardie) est un footballeur italien. Il jouait au poste de gardien de but.

## Biographie
Formé au Milan AC, Fabrizio Ferron fait ses débuts professionnels en Serie B sous le maillot de la Sambenedettese. À la suite de ses premiers pas brillants il signe à l'Atalanta Bergame en 1988. Il va jouer pendant huit saisons sous le maillot du club nerazzurro dont sept en Serie A. 
Il est engagé en 1996 par la Sampdoria où il doit remplacer le célèbre Walter Zenga dans les buts. En 1999 la Sampdoria est relégué en Serie B et Fabrizio Ferron devient le remplaçant d'Angelo Peruzzi à l'Inter Milan. Il prend par la suite la direction de Vérone mais le club est à son tour relégué en Serie B en 2002. Il signe alors pour Côme qui est promu en Serie A mais il ne peut sauver le club et joue une deuxième saison à Côme en Serie B. Il achève sa carrière à presque 40 ans en tant que remplaçant de Gianluca Pagliuca à Bologne lors de la saison 2004-2005.